# Ankaratra franzi
Ankaratra franzi - gatunek kosarza z podrzędu Cyphophthalmi, o nie przypisanej przynależności do rodziny. Jest jedynym znanym przedstawicielem monotypowego rodzaju Ankaratra

## Występowanie
Gatunek endemiczny dla Madagaskaru, gdzie występuje w Prowincji Antananarywa, w rejonie masywu Ankaratra.